# Majority Report
Majority Report foi um jornal feminista americano publicado na Cidade de Nova Iorque, NY, de 10 de maio de 1971 a 20 de abril de 1979. Fundado pela Woman's Strike Coalition, o periódico se autodenominava "Um jornal feminista a serviço das mulheres de Nova Iorque". O Majority Report tinha uma equipe só de mulheres que se dedicava a publicar notícias feministas que não eram cobertas por grandes publicações como o The New York Times. Publicou artigos sobre temas como legislação de igualdade de direitos, informações sobre serviços de divórcio e creche, e diversas resenhas e críticas sobre representações sexistas da mídia.